# Jack Katz Stadium
Le Jack Katz Stadium, également connu sous son nom complet de Williams Field at Jack Katz Stadium, est un stade omnisports (servant principalement pour le hockey sur gazon) américain situé dans la ville de Durham, en Caroline du Nord.
Le stade, inauguré en 1996 et appartenant à l'Université Duke, sert d'enceinte à domicile à l'équipe universitaire de hockey sur gazon des Blue Devils de Duke.

## Histoire
Le stade porte le nom de Jack Katz, philanthrope à l'origine de dons pour la réalisation du stade.
Le stade est achevé en 1996, mais n'est en réalité que la nouvelle version d'un stade déjà existant sur le même site, le Hanes Field (où se disputait des matchs de baseball, de football américain et de soccer).

## Événements
- 2014 : Finale du championnat de l'Atlantic Coast Conference (hockey sur gazon)[3]